# Infinite synthesis 6
『infinite synthesis 6』（インフィニット・シンセシス・シックス）は、日本の音楽ユニット・fripSideが2022年3月23日にNBCユニバーサル・エンターテイメントジャパンから発売した第2期7枚目（通算12枚目）のオリジナルアルバムである。

## 内容
ベストアルバム『the very best of fripSide 2009-2020』『the very best of fripSide -moving ballads-』から約1年4ヶ月ぶり、オリジナルアルバムとしては『infinite synthesis 5』から約2年4ヶ月ぶりのアルバム。fripSide二期のラストアルバムでもある。
初回限定盤Blu-ray版と初回限定盤DVD版、通常盤の3形態で発売され、各初回限定盤には今作のリード曲「endless voyage」のミュージック・ビデオとメイキング映像、今作のスポットCM映像、2021年2月11日に横浜アリーナにて行われたライブツアー『fripSide Phase 2: 10th Anniversary Tour 2019-2020 -infinite synthesis 5- FINAL in YOKOHAMA ARENA』の（約1時間に編集した）ライブ映像、およびインタビュー映像を収録したBlu-rayとDVDが同梱されている。

## 収録曲
1. stay with you -ver.2022- [2:33]
作詞：南條愛乃
作曲：八木沼悟志
編曲：八木沼悟志、齋藤真也
第2期1stアルバム『infinite synthesis』収録曲のアレンジバージョン。
2. Leap of faith [5:44]
作詞・作曲：八木沼悟志
編曲：八木沼悟志、齋藤真也
19thシングルの表題曲。
3. endless voyage [5:04]
作詞・作曲・編曲：八木沼悟志
今作のリード曲。
4. legendary future [4:58]
作詞・作曲・編曲：八木沼悟志
18thシングルの表題曲。
5. Your breeze [5:14]
作詞：八木沼悟志、木村琴絵
作曲：八木沼悟志
編曲：齋藤真也
かつて八木沼が活動していた音楽ユニット・distreviewで発表した楽曲のセルフカバー。
6. for Seasons [5:14]
作詞・作曲：八木沼悟志
編曲：八木沼悟志、齋藤真也
7. worlds collide [4:34]
作詞・作曲・編曲：八木沼悟志
8. The wind in your heart [4:27]
作詞：南條愛乃
作曲：八木沼悟志
編曲：齋藤真也
9. faraway sky [4:27]
作詞・作曲・編曲：八木沼悟志
10. With falling snow [5:14]
作詞：南條愛乃
作曲・編曲：八木沼悟志
11. preparedness star [5:36]
作詞：南條愛乃
作曲・編曲：八木沼悟志
12. on this night [4:29]
作詞：八木沼悟志
作曲・編曲：齋藤真也
13. regret [5:56]
作詞：八木沼悟志、木村琴絵
作曲・編曲：八木沼悟志
distreviewで発表した楽曲のセルフカバー。
14. Dear All [5:36]
作詞：南條愛乃
作曲・編曲：八木沼悟志、川﨑海

## 収録映像曲
1. final phase
2. LEVEL5-judgelight-
3. under a starlit sky
4. last fortune
5. memory of snow
6. BLACKFOX
7. dual existence
8. black bullet
9. Two souls -toward the truth-
10. fortuna on the Sixteenth night
11. only my railgun
12. We Rise
13. when chance strikes

## 参加ミュージシャン

### CD
fripSide
- 南條愛乃：Vocal
- 八木沼悟志：Keyboard、Synthesizer & Chorus

Additional Musician
- a2c：Guitar (#2,3,4,6,7,10,13)
- 城石真臣：Guitar (#5,6,9,12)
- 井上裕治：Guitar (#11,14)
- 室屋光一郎ストリングス：Strings (#1,2)

### Blu-ray・DVD
fripSide
- 南條愛乃：Vocal
- 八木沼悟志：Synthesizer、Chorus

バンドメンバー
- 八木一美：Drums
- 北村雄太：Bass
- 大島信彦：Guitar
- 星野威：Guitar

## タイアップ
- TVアニメ『失格紋の最強賢者』オープニングテーマ (#2)
- TVアニメ『キングスレイド 意志を継ぐものたち』オープニングテーマ (#4)
- WEBアニメ『Sapreas』主題歌 (#6)
- スマートフォンゲーム「とある魔術の禁書目録 幻想収束」主題歌 (#7)